# 오디세아스 엘리티스
오디세아스 엘리티스(그리스어: Οδυσσέας Ελύτης, 1911년 11월 2일 ~ 1996년 3월 18일)는 그리스의 시인으로, 그리스의 모더니즘 문학을 대표하는 작가 가운데 한 사람이다. 그는 1979년에 노벨 문학상을 수상했다.